# Лідо В'єрі
Лідо В'єрі (італ. Lido Vieri, нар. 16 липня 1939, Пйомбіно) — італійський футболіст, що грав на позиції воротаря. По завершенні ігрової кар'єри — футбольний тренер.
Виступав, зокрема, за клуби «Торіно» та «Інтернаціонале», а також національну збірну Італії, разом з якою став чемпіоном Європи 1968 року і віце-чемпіон світу 1970 року.

## Клубна кар'єра
Народився 16 липня 1939 року в місті Пйомбіно. Вихованець футбольної школи клубу «Торіно». Він був одним із юнаків, на яких керівництво клубу покладало надії в плані відновлення команди, яка продовжувала відчувати нестачу хороших гравців після трагедії в Суперга.
У віці 18 років, в 1957 році, він був відданий в оренду в «Віджевано» з Серії С на один сезон, в якому молодий воротар взяв участь у 31 матчі чемпіонату. Повернувшись у Турин, Вієрі дебютував у Серії А 21 вересня 1958 року в матчі проти «Алессандрії», який закінчився розгромною перемогою «Торіно» з рахунком 6:1. Він захищав кольори «биків» до 1969 року. За цей час зіграв 357 матчів (275 в чемпіонаті, 46 у кубку Італії і 36 в єврокубках), таким чином, він зайняв 5-е місце за кількістю матчів за клуб. З «бордовими» він виграв кубок Італії 1968 року, а в 1962/63 сезоні він виграв престижний «трофей Комбі», як найкращий воротар у Серії А.

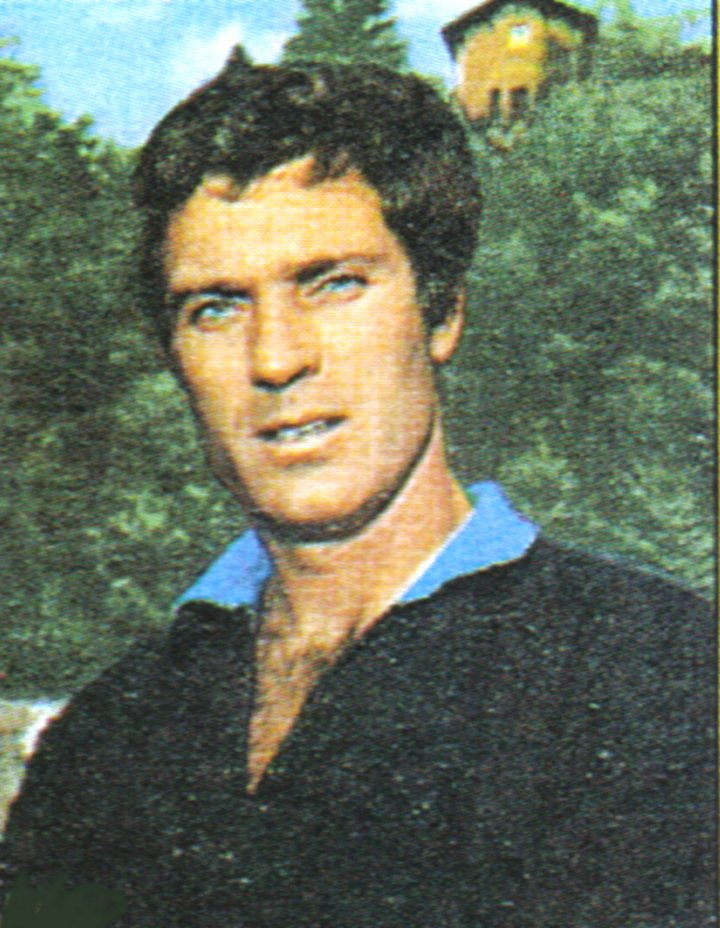
Лідо Вієрі у 1975 році під час виступів за «Інтернаціонале».

Влітку 1969 року Вієрі був проданий в «Інтернаціонале», команду, з якою він виграв чемпіонський титул в сезоні 1970/71, у тому ж сезоні він встановив рекорд, протримавшись 685 хвилин без пропущених м'ячів. За «нерадзуррі» Лідо зіграв 199 матчів (140 в чемпіонаті, 36 у кубку Італії і 23 в єврокубках).
Після того, як набрав оптимальну форму Івано Бордон, Вієрі покинув «Інтер» у 1976 році, щоб пограти в «Пістоєзе» в Серії C. Він зробив свій внесок у підвищення команди в Серію B (у сезоні 1976/77) і порятунок від вильоту в наступному сезоні, після закінчення сезону 1979/80, у віці 41 року, він завершив ігрову кар'єру, щоб продовжити кар'єру як тренер.

## Виступи за збірну
27 березня 1963 року дебютував в офіційних іграх у складі національної збірної Італії в матчі проти збірної Туреччини. Італія виграла з мінімальним рахунком завдяки голу Джачінто Факкетті. Загалом Вієрі зіграв за головну команду 4 матчі до 1970 року, пропустивши лише один гол (6 квітня 1968 року в матчі з Болгарією, вийшовши на заміну на 66-й хвилині, підсумковий рахунок — 3:2 на користь болгар).
У складі збірної був учасником чемпіонату Європи 1968 року в Італії, здобувши того року титул континентального чемпіона, та чемпіонату світу 1970 року у Мексиці, де разом з командою здобув «срібло», проте на обох турнірах був лише третім воротарем і на поле не виходив.

## Кар'єра тренера
Як тренер Лідо Вієрі дебютував зі своєю останньою професійною командою, «Пістоєзе», за якою працював з «Сіракузою», «Массезе», «Каррарезе» та «Юве Стабія».
Потім він обіймав посаду тренера воротарів і протягом тривалого часу займався підготовкою крайніх захисників «Торіно» (до 2005 року). Також тричі очолював основу команду «бордових», щоб тимчасово замінити звільнених наставників.
У сезоні 2005/06 він був тренером воротарів «Понтассіеве». Він також працював інструктором у футбольній школі «Габетто» в Турині й був тренером воротарів «Інтера».
В лютому 2006 року як живий символ спорту в Турині він брав участь у церемонії відкриття ХХ зимових Олімпійських ігор на Олімпійському стадіоні.
| Дата       | Місто         | Господарі | Результат | Гості    | Турнір            | Голи | Примітки |
| ---------- | ------------- | --------- | --------- | -------- | ----------------- | ---- | -------- |
| 27/03/1963 | Стамбул       | Туреччина | 0 – 1     | Італія   | Відбір до ЧЄ 1964 | -    |          |
| 12/05/1963 | Мілан         | Італія    | 3 – 0     | Бразилія | товариський матч  | -    |          |
| 09/06/1963 | Відень        | Австрія   | 0 – 1     | Італія   | товариський матч  | -    |          |
| 06/04/1968 | Софія (місто) | Болгарія  | 3 – 2     | Італія   | Відбір до ЧЄ 1968 | -1   | 66'      |
| Усього     |               | Матчів    | 4         |          | Голів             | ?    |          |

## Титули і досягнення

### Як гравця
- Чемпіон Італії (1):

«Інтернаціонале»: 1970–71
- Володар Кубка Італії (1):

«Торіно»: 1967–68
- Чемпіон Європи (1):

Італія: 1968
- Віце-чемпіон світу: 1970

### Особисті
- Найкращий воротар Серії А: 1962–63